# Pusté Pole
Pusté Pole ist eine Gemeinde im Nordosten der Slowakei mit 223 Einwohnern (Stand 31. Dezember 2024), die zum Okres Stará Ľubovňa, einem Teil des Prešovský kraj, gehört.

## Geographie
Die Gemeinde befindet sich zwischen den Leutschauer Bergen und dem Čergov-Gebirge am Bach Hradlová, einem Nebenfluss der Ľubotínka, nordwestlich des gleichnamigen Sattels. Das Ortszentrum liegt auf einer Höhe von 560 m n.m. und ist 20 Kilometer von Sabinov sowie 24 Kilometer von Stará Ľubovňa entfernt.
Nachbargemeinden sind Šarišské Jastrabie im Norden, Kyjov im Osten, Kamenica im Südosten und Krivany im Süden und Westen.

## Geschichte

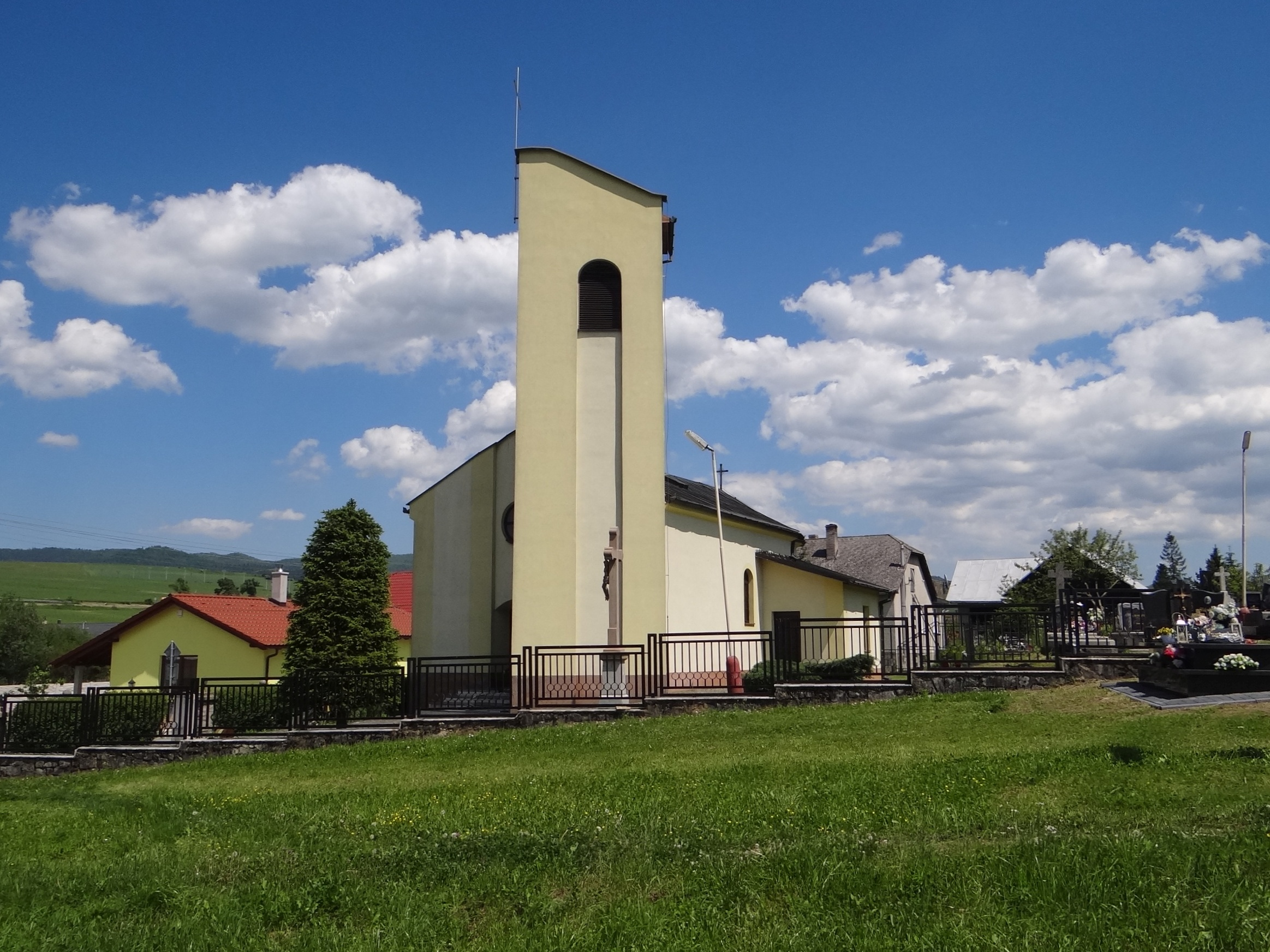
Kirche im Ort

Ein Vorgänger des heutigen Ortes wurde zum ersten Mal 1270 als Bachamezey schriftlich erwähnt, als der Ort zusammen mit dem benachbarten Ort Kamenica und einem großen Jagdrevier an Söhne und Verwandte eines gewissen Detrik geschenkt wurde. Gegen Ende des 15. Jahrhunderts ging dieses Dorf unter und das Gebiet war fortan als Puszta Mező (ungarisch für Wüstes Feld) bezeichnet. Unter diesem Namen beziehungsweise der slowakischen Entsprechung war bis 1927 alternativ das nahegelegene Vislianka bekannt.
Bis 1918 gehörte der im Komitat Sáros liegende Ort zum Königreich Ungarn und kam danach zur Tschechoslowakei beziehungsweise heute Slowakei. Am 15. Januar 1956 wurde die bisherige Siedlung in der Gemeinde Krivany abgetrennt und zur selbstständigen Gemeinde erhoben.

## Bevölkerung
| Jahr                | 1994 | 2004    | 2014    | 2024    |
| ------------------- | ---- | ------- | ------- | ------- |
| Anzahl der Personen | 209  | 226     | 224     | 223     |
| Unterschied         |      | +8,13 % | −0,88 % | −0,44 % |

| Jahr                | 2023 | 2024    |
| ------------------- | ---- | ------- |
| Anzahl der Personen | 217  | 223     |
| Unterschied         |      | +2,76 % |

Gemäß der Volkszählung 2011 wohnten in Pusté Pole  228 slowakische Einwohner sowie jeweils ein Rom, Russe und Tscheche. 10 Einwohner machten keine Angabe zur Ethnie.
190 Einwohner bekannten sich zur römisch-katholischen Kirche, 21 Einwohner zur griechisch-katholischen Kirche und ein Einwohner zur Evangelischen Kirche A. B.; ein Einwohner bekannte sich zu einer anderen Konfession. Drei Einwohner waren konfessionslos und bei 12 Einwohnern wurde die Konfession nicht ermittelt.

## Verkehr

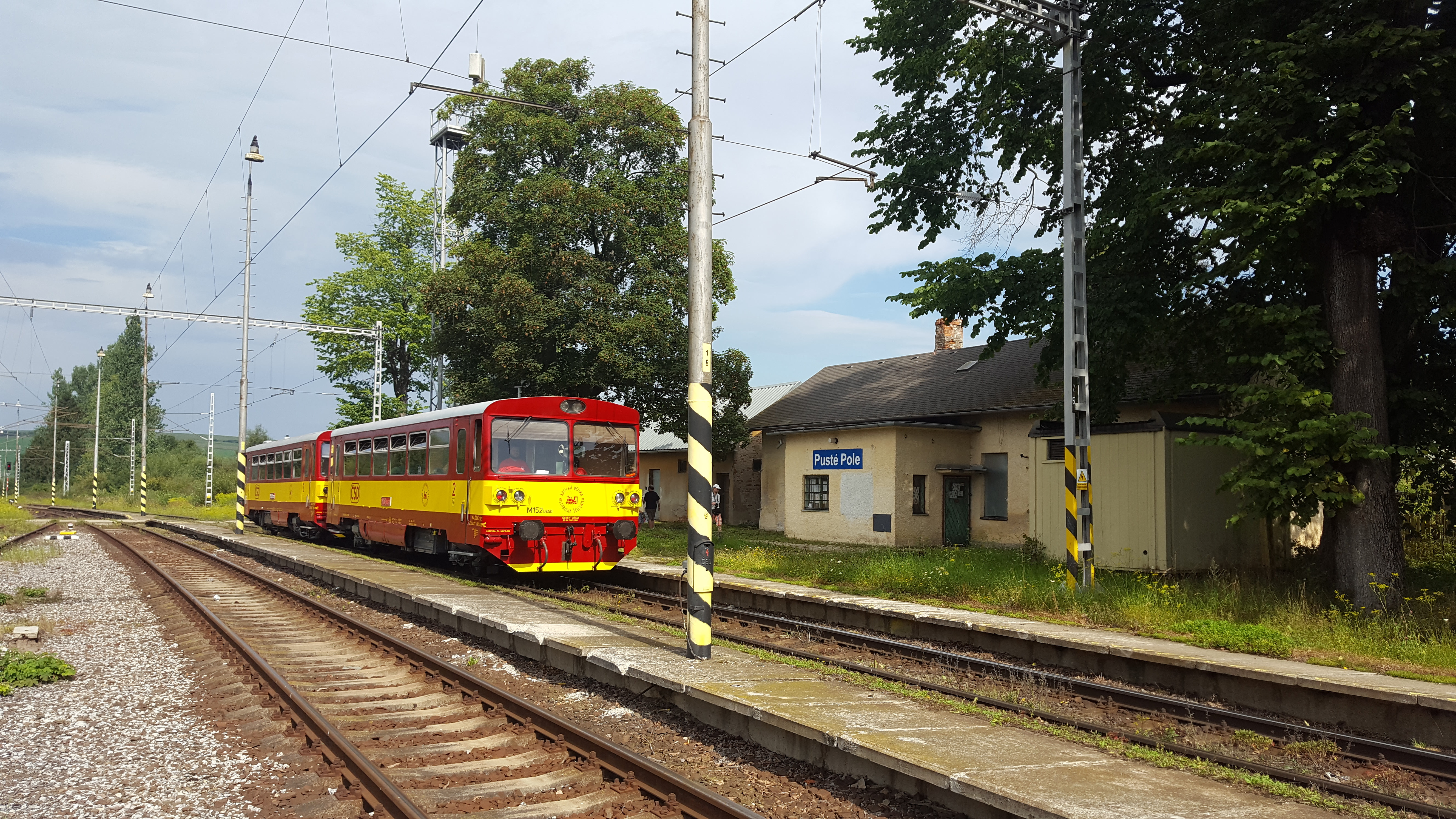
Bahnhof Pusté Pole

Pusté Pole besitzt einen Bahnhof an der Bahnstrecke Kysak–Muszyna und ist über einen Abzweig von der Straße 1. Ordnung 68 erreichbar.